# Lough Shantemon
Lough Shantemon est un lac situé dans le comté de Cavan, au nord de l'Irlande, à environ 100 km au nord-ouest de Dublin. Il est à égale distance au nord-est de Cavan et au sud-sud-ouest de Ballyhaise, 4 km.
Shantemon Lough se trouve à 108 m d'altitude,

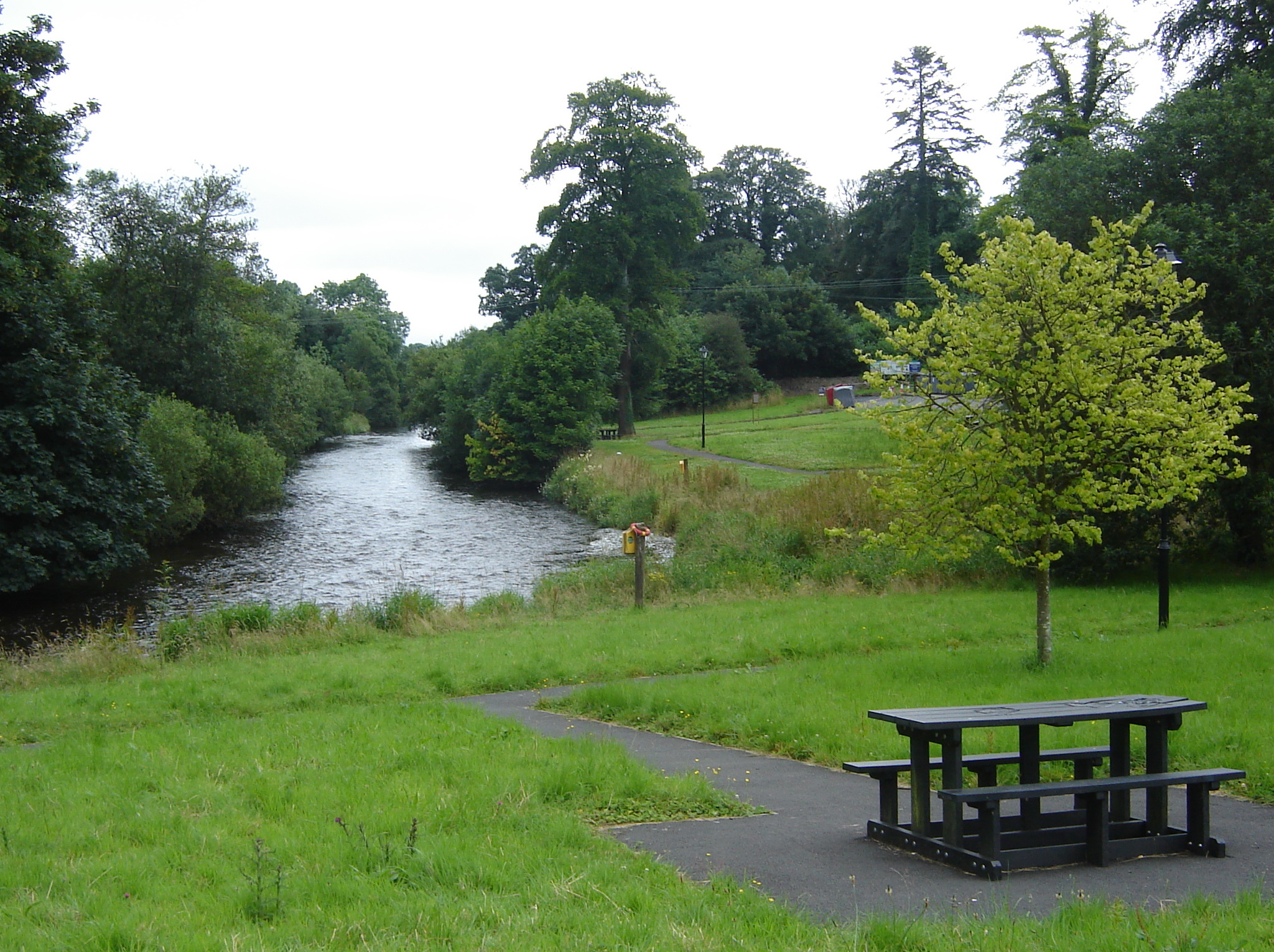
La rivière Annalee à Ballyhaise.

.